# Station Tłustomosty
Station Tłustomosty is een spoorwegstation in de Poolse plaats Tłustomosty.